# Stade Jorge Hernán Monge
Le stade Jorge Hernán Monge est un stade de football de Desamparados au Costa Rica. Il a une capacité de 5 500 places. Il accueille les équipes de Brujas FC Escazu et du Orión Fútbol Club.